# Throsk
Throsk (gälisch: Badan Deathach, deutsch „Dickicht im Nebel“) ist eine schottische Siedlung in Stirling, wo sie eine der 42 Community Council Areas bildet. Das Dorf liegt an der Straße A905 östlich von Fallin und nahe dem Fluss Forth. Der Zensus von 2001 bezifferte die Bevölkerung auf 231.
Throsk ist der ehemalige Stützpunkt des Bandeath-Waffendepots der Royal Navy. Der Stützpunkt schloss 1978, dient nun als Gewerbegebiet und befindet sich im Besitz des Gemeinderates. Viele der ursprünglichen Munitionsbunker sind ebenso wie ein Ladekran in Throsk geblieben.